# Quinto Mamilio Vitulo
Quinto Mamilio Vitulo (latino: Quintus Mamilius Vitulus) (fl. III secolo a.C.) è stato un politico e generale romano durante la prima guerra punica.

## Biografia
Fratello di Lucio, console nell'anno 265 a.C., Quinto fu anch'egli eletto a tale carica nell'anno 262 a.C., terzo anno di guerra della Prima guerra punica, ed ebbe come collega Lucio Postumio Megello. Entrambi i consoli furono inviati in Sicilia con quattro legioni per proseguire le operazioni contro i cartaginesi; marciarono verso Agrigento, la posero sotto assedio e la conquistarono dopo una vittoriosa battaglia.
Ai due consoli vittoriosi, però, non fu concesso il trionfo, probabilmente perché Annibale Giscone, il comandante cartaginese, riuscì a fuggire dalla città con gran parte delle truppe.